# Europejska Uczelnia Społeczno-Techniczna w Radomiu
Europejska Uczelnia Społeczno-Techniczna im. Roberta Schumana (EUST) – uczelnia niepubliczna w Radomiu, prowadząca studia stacjonarna i niestacjonarne pierwszego oraz drugiego stopnia, a także studia podyplomowe.

## Historia
Uczelnia została utworzona na podstawie decyzji Ministra Nauki i Szkolnictwa Wyższego dnia 9 sierpnia 2007 r. (numer DSW-3-07-411-184O7), a w dniu 22 sierpnia 2007 r. została wpisana do rejestru niepaństwowych uczelni zawodowych pod numerem 190. Założycielem uczelni jest Wiedza i Rozwój Sp. z o.o.

## Kierunki i specjalności

### Wydział Nauk o Społeczno-Medycznych
- Psychologia (studia jednolite pięcioletnie magisterskie)
- Zdrowie publiczne (studia I i II stopnia, licencjackie i magisterskie)
  - Higiena stomatologiczna
  - Gastronomia i dietetyka
  - Odnowa Biologiczna
  - Zarządzanie w ochronie zdrowia

### Wydział Nauk Prawnych
- Prawo (studia jednolite pięcioletnie magisterskie)